# Campionati del mondo di mountain bike - Cross country maschile Juniores
Il Cross country maschile Juniores è uno degli eventi inseriti nel programma dei campionati del mondo di mountain bike. Si corre dall'edizione 1996.

## Albo d'oro
| Anno | Vincitore               | Secondo                 | Terzo                      |
| ---- | ----------------------- | ----------------------- | -------------------------- |
| 1996 | José Antonio Hermida    | Mickaël Reynaud         | Haakon Austad              |
| 1997 | Franz Kehl              | Mathias Mende           | Marián Masný               |
| 1998 | Julien Absalon          | Ryder Hesjedal          | Fredrik Modin              |
| 1999 | Nicolas Filippi         | Carlos Coloma           | Florian Vogel              |
| 2000 | Walker Ferguson         | Iñaki Lejarreta         | Florian Vogel              |
| 2001 | Iñaki Lejarreta         | Lars Petter Nordhaug    | Trent Lowe                 |
| 2002 | Trent Lowe              | Jurij Trofimov          | Tony Longo                 |
| 2003 | Jaroslav Kulhavý        | Nino Schurter           | Oleksandr Yakymenko        |
| 2004 | Nino Schurter           | Stéphane Tempier        | Maxime Marotte             |
| 2005 | Robert Gehbauer         | Olivier Sarrazin        | Tim Wijnants               |
| 2006 | Mathias Flückiger       | Martin Fanger           | Pascal Meyer               |
| 2007 | Thomas Litscher         | Piotr Brzozka           | David Fletcher             |
| 2008 | Peter Sagan             | Arnaud Jouffroy         | Matthias Rupp              |
| 2009 | Gerhard Kerschbaumer    | Ricardo Reis Marinheiro | Reto Indergand             |
| 2010 | Michiel van der Heijden | Julien Trarieux         | Julian Schelb              |
| 2011 | Victor Koretzky         | Anton Cooper            | Andrey Fonseca             |
| 2012 | Anton Cooper            | Victor Koretzky         | Titouan Carod              |
| 2013 | Lukas Baum              | Peter Disera            | Gioele Bertolini           |
| 2014 | Simon Andreassen        | Egan Bernal             | Luca Schwarzbauer          |
| 2015 | Simon Andreassen        | Maximilian Brandl       | Egan Bernal                |
| 2016 | Thomas Bonnet           | Vital Albin             | Tobias Halland Johannessen |
| 2017 | Cameron Wright          | Joel Roth               | Jones Holden               |
| 2018 | Alexandre Balmer        | Leon Reinhard Kaiser    | Mathis Azzaro              |
| 2019 | Charlie Aldridge        | Luca Martin             | Andreas Emanuele Vittone   |
| 2020 | Lennart-Jan Krayer      | Janis Baumann           | Luca Martin                |
| 2021 | Adrien Boichis          | Camilo Gomez            | Nils Aebersold             |
| 2022 | Paul Schehl             | Jan Christen            | Paul Magnier               |

## Medagliere
| Pos.   | Nazione       | Oro | Argento | Bronzo | Totale |
| ------ | ------------- | --- | ------- | ------ | ------ |
| 1      | Francia       | 5   | 7       | 5      | 17     |
| 2      | Svizzera      | 5   | 6       | 6      | 17     |
| 3      | Germania      | 3   | 3       | 2      | 8      |
| 4      | Spagna        | 2   | 2       | 0      | 4      |
| 5      | Australia     | 2   | 0       | 1      | 3      |
| 6      | Danimarca     | 2   | 0       | 0      | 2      |
| 7      | Nuova Zelanda | 1   | 1       | 0      | 2      |
| 8      | Italia        | 1   | 0       | 3      | 4      |
| 9      | Slovacchia    | 1   | 0       | 1      | 2      |
| 9      | Regno Unito   | 1   | 0       | 1      | 2      |
| 11     | Stati Uniti   | 1   | 0       | 0      | 1      |
| 11     | Rep. Ceca     | 1   | 0       | 0      | 1      |
| 11     | Austria       | 1   | 0       | 0      | 1      |
| 11     | Paesi Bassi   | 1   | 0       | 0      | 1      |
| 15     | Canada        | 0   | 2       | 1      | 3      |
| 15     | Colombia      | 0   | 2       | 1      | 3      |
| 17     | Norvegia      | 0   | 1       | 2      | 3      |
| 18     | Russia        | 0   | 1       | 0      | 1      |
| 18     | Polonia       | 0   | 1       | 0      | 1      |
| 18     | Portogallo    | 0   | 1       | 0      | 1      |
| 21     | Svezia        | 0   | 0       | 1      | 1      |
| 21     | Ucraina       | 0   | 0       | 1      | 1      |
| 21     | Belgio        | 0   | 0       | 1      | 1      |
| 21     | Costa Rica    | 0   | 0       | 1      | 1      |
| Totale | Totale        | 27  | 27      | 27     | 81     |